# Dalea cliffortiana
Dalea cliffortiana là một loài thực vật có hoa trong họ Đậu. Loài này được Willd. miêu tả khoa học đầu tiên.